# Россия на «Евровидении-2012»
Россия на конкурсе песни Евровидение 2012, который состоялся в столице Азербайджана Баку, принимала участие в шестнадцатый раз. Страна выступила в первом полуфинале конкурса, который состоялся 22 мая 2012 года, и в финале, который прошёл 26 мая.
В 2012 году конкурс освещал телеканал Россия-1, который организовывал Национальный отборочный конкурс исполнителей эстрадной песни Евровидение 2012. В рамках этого отборочного конкурса было определено, что Россию представит коллектив Бурановские бабушки с песней «Party for Everybody».

## Национальный отбор
28 декабря 2011 года Россия дала предварительное согласие на участие, разместив положения о правилах приёма заявок на национальный отборочный конкурс. Любой желающий исполнитель мог отправить свою заявку на участие до 15 февраля 2012 года. Первоначально национальный финал был запланирован на 26 февраля 2012 года, но позже руководство телеканала по неизвестным причинам перенесло дату на 7 марта.
29 февраля 2012 года профессиональное жюри организовало полуфинал, на котором были прослушаны около сорока исполнителей, получивших приглашение на этот отборочный этап. В тот же день из всех заявок было выбрано только 25, которые в итоге будут соревноваться за право представить страну на конкурсе Евровидение. Победитель был определен с помощью голосования жюри и телезрителей в пропорции 50/50.
Победителями стали Бурановские бабушки, именно они и представили Россию на Евровидении-2012 с композицией «Party for Everybody».
Ниже представлен полный список участников финала национального отбора и исполняемых ими песен.
| Номер | Исполнитель                   | Песня                      | Процент | Место |
| ----- | ----------------------------- | -------------------------- | ------- | ----- |
| 1     | Лена Максимова                | «Brave»                    | 4,96    | 13    |
| 2     | Ксенона                       | «Close My Eyes»            | 4,02    | 21    |
| 3     | Ирсон Кудикова                | «Woman’s Heart Never Lies» | 4,15    | 19    |
| 4     | The Ups!                      | «Kiss»                     | 5,00    | 12    |
| 5     | Сардор                        | «Believe»                  | 3,46    | 24    |
| 6     | 4POST                         | «Навстречу небу»           | 6,32    | 6     |
| 7     | Ефросия                       | «Я тебя любила»            | 4,06    | 20    |
| 8     | Unite It                      | «Filling My Life»          | 4,44    | 16    |
| 9     | Екатерина Савельева           | «Life’s Beautiful»         | 5,32    | 9     |
| 10    | Ольга Маковецкая              | «Positive Emotions»        | 4,52    | 15    |
| 11    | Рене                          | «I Miss You»               | 4,28    | 17    |
| 12    | Farinelli Balls               | «Breath Away Song»         | 5,06    | 11    |
| 13    | Полина Смолова                | «Michael»                  | 5,79    | 7     |
| 14    | Chinkong feat. Карина Кокс    | «High Up»                  | 4,68    | 14    |
| 15    | Мари Карне                    | «Между небом и землёй»     | 4,24    | 18    |
| 16    | Марк Тишман                   | «Money vs Love»            | 6,73    | 5     |
| 17    | Эд Шульжевский                | «100 минут»                | 3,65    | 23    |
| 18    | Елена Екимова                 | «Do You Like?»             | 5,58    | 8     |
| 19    | Юлия Волкова feat. Дима Билан | «Back To Her Future»       | 29,25   | 2     |
| 20    | Riff Action Family            | «Sky»                      | 5,09    | 10    |
| 21    | Аида Гарифуллина feat. Тимати | «Fantasy»                  | 26,74   | 3     |
| 22    | Павла                         | «One Million Butterflies»  | 3,93    | 22    |
| 23    | Сёстры Сё                     | «Une Marionette»           | 6,98    | 4     |
| 24    | Бурановские бабушки           | «Party for Everybody»      | 38,51   | 1     |
| 25    | Jet Kids                      | «Oh Yeah»                  | 3,23    | 25    |

## Евровидение 2012
На конкурсе песни Евровидение 2012 коллектив Бурановские бабушки выступили в первом полуфинале 22 мая 2012 года под 14 номером и, получив наивысший балл среди всех его участников, вышли в финал, где заняли 2 место, уступив представительнице Швеции.

## Голосование

### Полуфинал
| Голоса за российского исполнителя | Голоса за российского исполнителя            |
| --------------------------------- | -------------------------------------------- |
| Оценка                            | Страны                                       |
| 12                                | Бельгия, Дания, Финляндия, Израиль, Латвия   |
| 10                                | Австрия                                      |
| 8                                 | Азербайджан, Ирландия, Черногория, Швейцария |
| 7                                 | Кипр, Греция, Венгрия, Испания               |
| 6                                 | Исландия, Молдавия, Румыния                  |
| 5                                 | -                                            |
| 4                                 | -                                            |
| 3                                 | -                                            |
| 2                                 | Италия, Сан-Марино                           |
| 1                                 | -                                            |

| Голоса России | Голоса России               |
| ------------- | --------------------------- |
| Оценка        | Страна (место в полуфинале) |
| 12            | Молдавия (5 место)          |
| 10            | Ирландия (6 место)          |
| 8             | Румыния (3 место)           |
| 7             | Кипр (7 место)              |
| 6             | Израиль (13 место)          |
| 5             | Греция (4 место)            |
| 4             | Латвия (16 место)           |
| 3             | Дания (9 место)             |
| 2             | Албания (2 место)           |
| 1             | Исландия (8 место)          |

### Финал
| Голоса за российского исполнителя | Голоса за российского исполнителя                                           |
| --------------------------------- | --------------------------------------------------------------------------- |
| Оценка                            | Страны                                                                      |
| 12                                | Белоруссия                                                                  |
| 10                                | Азербайджан, Италия, Латвия, Сан-Марино, Украина                            |
| 8                                 | Бельгия, Дания, Эстония, Финляндия, Норвегия, Португалия, Испания, Словения |
| 7                                 | Германия, Венгрия, Исландия, Израиль, Сербия, Швеция, Турция                |
| 6                                 | Болгария, Хорватия, Ирландия, Литва, Молдавия                               |
| 5                                 | Австрия, Грузия, Кипр                                                       |
| 4                                 | Македония, Франция, Греция, Черногория, Румыния, Нидерланды                 |
| 3                                 | Албания, Босния и Герцеговина, Мальта, Великобритания, Словакия             |
| 2                                 | -                                                                           |
| 1                                 | -                                                                           |
| 0                                 | Швейцария                                                                   |

| Голоса России | Голоса России                    |
| ------------- | -------------------------------- |
| Оценка        | Страна (итоговое место в финале) |
| 12            | Швеция (1 место)                 |
| 10            | Азербайджан (4 место)            |
| 8             | Украина (15 место)               |
| 7             | Молдавия (11 место)              |
| 6             | Эстония (6 место)                |
| 5             | Литва (14 место)                 |
| 4             | Сербия (3 место)                 |
| 3             | Греция (17 место)                |
| 2             | Кипр (16 место)                  |
| 1             | Румыния (12 место)               |

## Интересные факты
- Участница коллектива «Бурановские бабушки» Наталья Пугачёва стала самым возрастным участником «Евровидения» за всю его историю. В день выступления в финале конкурса ей было 76 лет и 180 дней.
- Указом Президента Удмуртской Республики № 97 от 24 мая 2012 года все участницы коллектива «Бурановские бабушки», выступающие на «Евровидении-2012», удостоены звания «Народный артист Удмуртской Республики»[15].
- Во время выступления Бурановских бабушек в Баку на «Евровидении-2012» в их родном селе Бураново началось строительство церкви. В своих интервью участницы коллектива неоднократно заявляли, что тратят все заработанные во время выступлений на сцене деньги на восстановление сельской святыни[16].
- Во время голосования Россия получила всего одну высшую оценку (12 баллов) от Белоруссии (обычно страны, занимающие столь высокие места, получают больше 12-балльных оценок) однако это не помешало занять 2 место.
- По результатам зрительского голосования Россия заняла второе место с 332 баллами, отстав от лидера, Швеции, на 11 баллов. Однако профессиональное жюри отдало Бурановским бабушкам лишь 11 место (94 балла), в то время, как шведка Loreen получила 296 баллов, заняв 1 место.